# Взятие Алтан-Булака
Взятие Алтан-Булака — одно из сражений во время борьбы за восстановление монгольской автономии. 18 марта 1921 года силами ополчения Монгольской народной партии был разбит и обращён в бегство в несколько раз превосходивший монголов по численности и вооружению китайский контингент. Взятие Алтан-Булака («монгольской Кяхты») положило конец китайской оккупации в Монголии.

## История сражения

### Подготовка штурма
В процессе обсуждения на собрании ЦК МНП 6-7 марта 1921 года возможности военного овладения Алтан-Булаком было решено, что атаковать хорошо вооружённый китайский гарнизон было бы слишком рискованно, и нужно начать переговоры с китайскими военными властями. Переговоры планировалось провести в Троицкосавске при посредничестве советского наркома иностранных дел О. И. Макстенека, однако с провалом этих переговоров было принято решение о штурме. После проведения приготовлений 17 марта через Макстенека в Алтан-Булак был передан ультиматум о сдаче. После того, как стало ясно, что китайцы не воспользуются предложением о свободном выходе из города, вечером 17 марта монгольское ополчение вышло из долины Ханы, перешло перевал Хонгор-Морьт и, пройдя ночью по долине Жонона и хребту Эрээн, утром 18 марта подошло к окрестностям города.

### Силы сторон
В Алтан-Булаке и его окрестностях находились штаб 25-й конной дивизии, конный полк (500 чел.), 40 чел. военной комендатуры, 1-й и 2-й конные полки (600 чел.) в Улаан-Бургасе, в Ивцэге и окрестностях Алтан-Булака — 4-й полк (400 чел.), в Ивцэге — 3-й конный полк (500 чел.), всего до 2,5 тыс. солдат, 12 пулемётов, 7 артиллерийских орудий. По информации, предоставленной командирами полков ополчения, с монгольской стороны в штурме участвовало около 400 чел. Они располагали 2 орудиями, 4-5 пулемётами, а также предоставленными советскими властями месяцем ранее 750 винтовками, 15 тыс. пуль, пулемётами и гранатами. Ополчение было организовано в 4 полка под руководством Б. Пунцага, Ц. Хас-Батора, С. Цэрэндоржа и Ч. Базарсада.

### Ход боя
Согласно плану операции, разработанному Д. Сухэ-Батором вместе с Сумья-бейсе, полки ополчения начали штурм города с запада, северо-запада и севера, однако, вопреки ожиданиям, китайская кавалерия оказала ожесточённое сопротивление. К полудню у ополченцев закончились боеприпасы, и они начали выходить из города. До 4 часов вечера из двух орудий проводился обстрел города, после чего ополчение предприняло вторую атаку. На этот раз сопротивление китайцев было сломлено, они побежали через Ивцэг и Бухлэ. Сухэ-Батор выставил вокруг города караулы, и наутро 19 марта въехал в город. Подразделения Г. Бумцэнда и Д. Нанзада были отправлены на преследование отступивших китайских войск.

## Взятие Алтан-Булака в искусстве
Успешный штурм Алтан-Булака силами монгольского народного ополчения неоднократно изображался в монгольской драматургии (например, ему посвящёна опера Д. Лувсаншарава «Взятие крепости Кяхта» (1971)), а также в кинематографе, например, в фильме «Его зовут Сухэ-Батор» (1942), «Семь божеств не предают» (2012) и др.
Песня «Шивээ Хиагт», сложенная ополченцами сразу после взятия города, стала первым образом революционной поэзии. Согласно устным рассказам, в ночь на 18 марта китайцы погасили в городе все огни, чтобы не создавать дополнительные ориентиры для артиллерии. В это время один ополченец сказал другому: — Как Кяхту будем штурмовать — ни одного фонаря не горит? На это он получил ответ: — Чтобы взять Кяхту, стеклянные фонари не нужны (Шивээ Хиагтыг авахад шилэн дэнлүү хэрэггүй). Этот ответ составил строку будущей песни. После успешного штурма Маймачена-Кяхтинского бойцы Гавар, Ганганы Гомбожав, Лувсанцэрэн, Чимиддорж, Бямба и Наваанжав досочинили остальные восемь куплетов. Новую песню исполнили в строю перед Сухэ-Батором, тот одобрил, подправив кое-где слова и мелодию.